# San Bartolomé, Spanien
San Bartolomé är en kommunhuvudort i Spanien.   Den ligger i provinsen Provincia de Las Palmas och regionen Kanarieöarna, i den sydvästra delen av landet, 1 600 km sydväst om huvudstaden Madrid. San Bartolomé ligger 275 meter över havet och antalet invånare är 18 517. Den ligger på ön Lanzarote.
Terrängen runt San Bartolomé är kuperad norrut, men söderut är den platt. Närmaste större samhälle är Arrecife, 7,6 km sydost om San Bartolomé. Runt San Bartolomé är det i huvudsak tätbebyggt.